# Jacoba Bicker

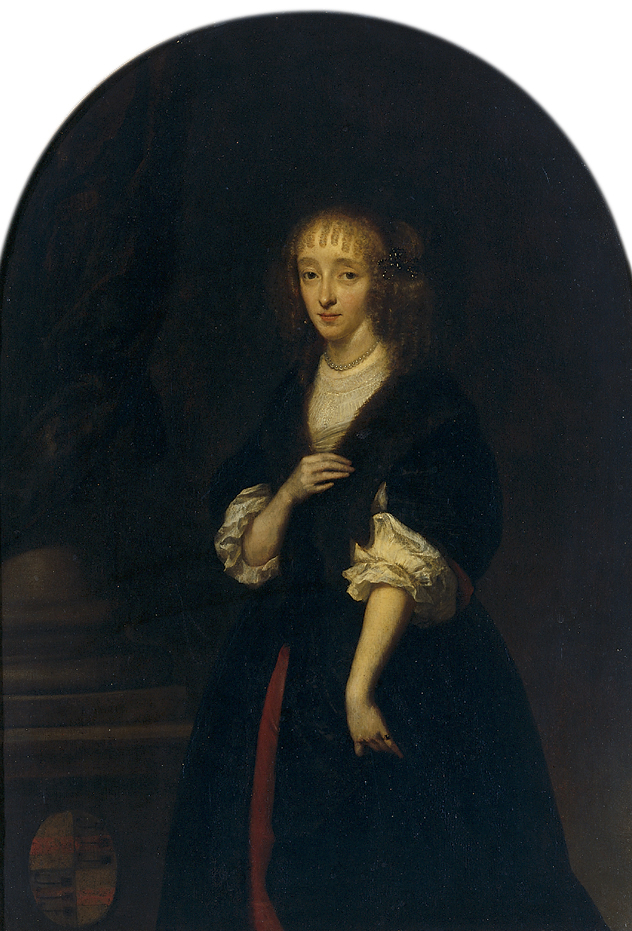
Huwelijksportret van Jacoba Bicker in 1663, geschilderd door Caspar Netscher, Rijksmuseum Amsterdam

Jacoba Bicker (Amsterdam, 2 januari 1640 - aldaar 29 juni 1695 ) stamde af van het geslacht Bicker, dat in het Gouden Eeuw een van de vooraanstaande staatsgezinde geslachten was.
Bicker werd geboren als dochter van Jan Bicker en Agneta de Graeff van Polsbroek, haar zuster was Wendela Bicker, de echtgenote van Johan de Witt. Zij had vele beroemde familieleden; zo waren Andries de Graeff en de gebroeders Andries en Cornelis Bicker haar oom, en Johan en Cornelis de Witt haar neven.
Op 22-jarige leeftijd huwde zij met haar neef Pieter de Graeff. Bij hun bruiloft op Ilpenstein waren de dichters Gerard Brandt en Joost van den Vondel aanwezig, en ook de raadspensionaris De Witt was op het huwelijksfeest van zijn neef en zijn nicht aanwezig. Vondel bezong dit huwelijk met het gedicht Ter bruiloft van den weledelen heer Peter de Graef, Jongkheer van Zuitpolsbroek en de weledele mejoffer Jakoba Bikker.
Uit dit huwelijk werden drie levensvatbare kinderen geboren:
- Cornelis (II) de Graeff, heer van Purmerland en Ilpendam (1671-1719); Cornelis was kanunnik van het kapittel van Sint Pieter te Utrecht
- Johan de Graeff, vrijheer van Zuid-Polsbroek (1673-1714), getrouwd met Johanna Hooft; Jan was schepen, lid van de vroedschap en secretaris van Amsterdam
- Agneta de Graeff, getrouwd met Jan Baptiste de Hochepied; zij kocht een huis aan de Korte Vijverberg 3 in Den Haag, waar tegenwoordig het Kabinet der Koningin gevestigd is

## Varia
- Vondel schreef een gedicht: Op Jakoba Bikker, Gemaelin van den edelen Heer Peter de Graef, Jongkheer van Zuidpolsbroek. Door Ovens geschildert [1663], p. 798
- In 1674 werd zij door Wallerant Vaillant of een van zijn broers geschilderd.[3]
- In 1695 behoorde zij tot de 250 rijkste personen uit de Gouden Eeuw en werd zij voor een fiscaal vermogen van 491.811 gulden aangeslagen.[4]